# Tolumnia gundlachii
Tolumnia gundlachii là một loài thực vật có hoa trong họ Lan. Loài này được (C.Wright ex Griseb.) N.H.Williams & Ackerman mô tả khoa học đầu tiên năm 2007.